# Oncotylus bolivari
Oncotylus bolivari es una especie de chinche que pertenece a la familia Miridae, es endémica de la península ibérica.